# Rio Dealu
O Rio Dealu é um rio da Romênia, afluente do Măcriş, localizado no distrito de Gorj.